# Liste des chefs actuels des régions malgaches
 (août 2023).
Cette page dresse la liste des dirigeants actuels[Quand ?] des 24 régions de Madagascar.
Depuis septembre 2019, les « Chefs de Régions » sont désignés sous le nom de « Gouverneurs » selon les décisions prises en Conseils des Ministres portant leurs nominations,.

## Chefs de région
| Région            | Nom                                          | Depuis (le)       |
| ----------------- | -------------------------------------------- | ----------------- |
| Alaotra-Mangoro   | Richard Ramandehamanana                      | 25 septembre 2019 |
| Ambatosoa         |                                              |                   |
| Amoron’i Mania    | Aline Mamiarisoa                             | 11 novembre 2020  |
| Analamanga        | Hery Rasoamaromaka                           | 25 septembre 2019 |
| Analanjirofo      | Marcellin Randriamanantena                   | 23 juillet 2020   |
| Androy            | Lahimaro Tsimandilatse Soja                  | 25 septembre 2019 |
| Anôsy             | Jerry Hatrefindrazana                        | 25 septembre 2019 |
| Atsimo-Andrefana  | Tovondrainy Noëlson Edally Andriantsitohaina | 25 septembre 2019 |
| Atsimo-Atsinanana | Justin Mahafaky                              | 25 septembre 2019 |
| Atsinanana        | Richard Théodore Rafidison                   | 4 mars 2020       |
| Betsiboka         | Jean Roger Randrianjafinindrina              | 13 octobre 21     |
| Boeny             | Mokhtar Andriatomanga                        | 23 juillet 2020   |
| Bongolava         | Joseph Ramiaramanana                         | 5 août 2020       |
| Diana             | Marisiky Daodo Arona                         | 23 juillet 2020   |
| Fitovinany        | Lucien Laurel Razafintsotra                  | 12 février 2020   |
| Haute Matsiatra   | Lova Narivelo Razafindrafito                 | 25 septembre 2019 |
| Ihorombe          | Tafita Sareine Nomenjanahary Andre           | 11 novembre 2020  |
| Itasy             | Solofonirina Maherizo Andriamanana           | 25 septembre 2019 |
| Melaky            | Nerarivony Patrick Ratsitohara               | 11 novembre 2020  |
| Menabe            | Mon Wai Tune Randriantsoa                    | 25 septembre 2019 |
| Sava              | Justin Tokely                                | 25 septembre 2019 |
| Sofia             | René de Rolland Urbain Lylison               | 25 septembre 2019 |
| Vakinankaratra    | Vy Vato Rakotovao                            | 12 février 2020   |
| Vatovavy          | Lucien Laurel Razafintsotra                  | 12 février 2020   |

## Note(s)
1. 1 2 3 4 5 6 7 8 9 10 11 12  Super Utilisateur, « TATITRY NY FILANKEVITRY NY MINISITRA LAPAM-PANJAKANA AMBOHITSOROHITRA - ALAROBIA 25 SEPTAMBRA 2019 », sur Présidence de la République de Madagascar (consulté le 10 décembre 2019)
2. 1 2 3 4  Super Admin, « TATITRY NY FILANKEVITRY NY MINISITRA LAPAM-PANJAKANA IAVOLOHA - ALAROBIA 12 FEBROARY 2020 », sur Présidence de la République de Madagascar (consulté le 24 juin 2022)
3. 1 2 3  Site web admin, « TATITRY NY FILANKEVITRY NY MINISITRA LAPAM-PANJAKANA IAVOLOHA - ALAROBIA 11 NOVAMBRA 2020- », sur Présidence de la République de Madagascar (consulté le 24 juin 2022)
4. 1 2 3  Super Admin, « TATITRY NY FILANKEVITRY NY MINISITRA NATAO TAMIN’NY ALALAN’NY « VISIOCONFERENCE » NY 23 JOLAY 2020 », sur Présidence de la République de Madagascar (consulté le 24 juin 2022)
5. ↑  Super Admin, « TATITRY NY FILAN-KEVITRY NY MINISITRA LAPAM-PANJAKANA IAVOLOHA - ALAROBIA 04 MARTSA 2020 », sur Présidence de la République de Madagascar (consulté le 24 juin 2022)
6. ↑  Site web admin, « TATITRY NY FILANKEVITRY NY MINISITRA NATAO TAO AMIN’NY LAPAM-PANJAKANA IAVOLOHA ALAROBIA 13 OKTOBRA 2021 », sur Présidence de la République de Madagascar (consulté le 24 juin 2022)
7. ↑  Super Admin, « TATITRY NY FILANKEVITRY NY MINISITRA NATAO TAMIN’NY ALALAN’NY « VISIOCONFERENCE » NY 05 AOGOSITRA 2020 », sur Présidence de la République de Madagascar (consulté le 24 juin 2022)